# 拉博斯
拉博斯（法語：Labosse，法語發音：[labɔs]）是法国瓦兹省的一个市镇，属于博韦区。

## 地理
拉博斯（49°20'44"N, 1°53'53"E）面积14.22 平方千米，位于法国上法蘭西大區瓦兹省，该省份为法国北部内陆省份，北起索姆省，西接厄尔省和滨海塞纳省，南至塞纳-马恩省和瓦兹河谷省，东临埃纳省。
与拉博斯接壤的市镇（或旧市镇、城区）包括：布唐库尔、拉乌苏瓦、拉朗代勒、波尔舍、勒沃曼、勒沃鲁、弗拉瓦库尔。

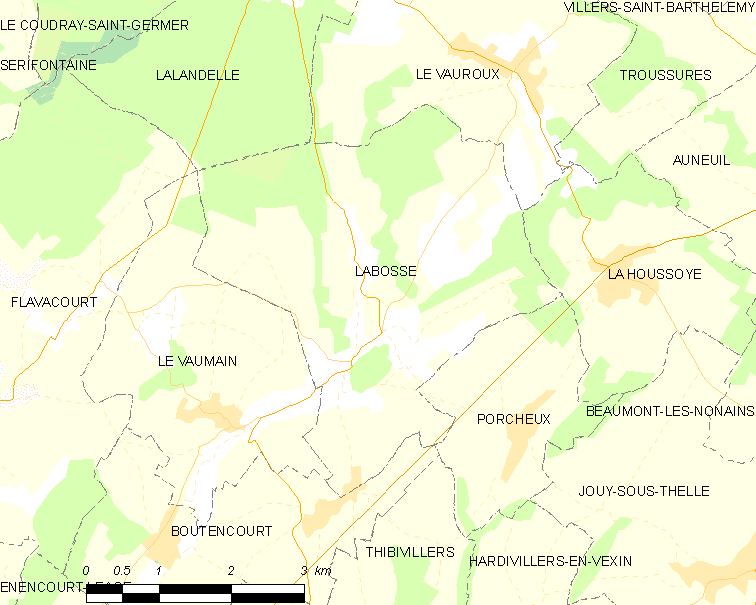
拉博斯的OSM定位图

拉博斯的时区为UTC+01:00、UTC+02:00（夏令时）。

## 行政
拉博斯的邮政编码为60590，INSEE市镇编码为60331。

## 政治
拉博斯所属的省级选区为博韦第二县。

## 人口

1962-2008年间拉博斯人口变化图示

拉博斯于2022年1月1日时的人口数量为457人。